# Мирный (Воскресенский район)
Ми́рный — посёлок в Воскресенском районе Нижегородской области. Входит в состав Глуховского сельсовета.

## География
Располагается на левом берегу реки Ветлуги.

## История
В 1965 г. Указом Президиума ВС РСФСР поселок Лесозавод переименован в Мирный.

## Население
| 1999 | 2002 | 2010 |
| ---- | ---- | ---- |
| 19   | ↗22  | ↘7   |